# Immanuel Nobel
Immanuel Nobel il giovane (pronuncia: [nobél]; Gävle, 24 marzo 1801 – Heleneborg, 3 settembre 1872) è stato un ingegnere, architetto, inventore e imprenditore svedese.
Era un membro della Famiglia Nobel.
Nel 1827 si sposò con Karolina Andriette Ahlsell, che proveniva da una agiata famiglia svedese; insieme ebbero otto figli dei quali solo quattro sopravvissero fino all'età adulta: Robert Hjalmar (1829-1896), Ludvig Emmanuel (1831-1888), Alfred Bernhard (1833-1896) e Emil Oskar (1843-1864).
Nel 1838, a seguito di bancarotta, Immanuel si trasferì dalla Svezia in Russia, per vendere le sue invenzioni a San Pietroburgo, dove visse per due decenni con la sua famiglia.
Immanuel Nobel disegnò alcuni dei primi motori a vapore di navi russe, installò il primo impianto di riscaldamento centralizzato di case russe e fu il primo a sviluppare il moderno compensato tagliato con un tornio a rotazione.
Progettò anche una versione migliorata della mina esplosiva subacquea, alla quale si interessò personalmente lo zar Nicola I di Russia.
Immanuel fondò una fabbrica di materiale bellico, la Fonderies et Ateliers Mécaniques Nobel Fils, che dapprima risultò essere un affare molto redditizio. 
Tuttavia, la morte di Nicola I nel 1855 e la fine della guerra di Crimea nel 1856 portarono un cambiamento nelle politiche russe e il nuovo zar Alessandro II ordinò un severo taglio del bilancio militare, ciò alla fine condusse la società di Immanuel in gravi difficoltà economiche.
Nel 1859 Immanuel passò la gestione tecnica del Nobel Fils a suo figlio Ludvig e tornò in Svezia.
Nel 1862, infine, la società fu venduta dai creditori.
Dopo essere tornato in Svezia Immanuel, con i figli Alfred ed Emil aprirono una fabbrica ad Heleneborg, a Stoccolma, dove fecero esperimenti con la nitroglicerina e dove, nel 1864 si verificò una forte esplosione che uccise Emil ed altre quattro persone.
Le autorità vietarono ulteriori esperimenti nel paese, ma Immanuel e Alfred proseguirono su una chiatta ancorata nel lago.